# Tyran audacieux
Myiodynastes maculatus
Espèce
Statut de conservation UICN

 LC  : Préoccupation mineure
Le Tyran audacieux (Myiodynastes maculatus) est une espèce de passereaux de la famille des Tyrannidae (Tyrannidés en français).

## Description
Le tyran audacieux a, d'aspect général, le plumage brun foncé avec des bordures pâles donnant une apparence zébrée. La calotte est brun foncé margée de brun clair avec, en son centre, une tache jaune-orange plus ou moins assombrie par des bandes ternes. Les lores sont noir brillant. La partie haute de la région auriculaire est noirâtre tandis que le bas est blanc fumé accompagné d'une ligne sombre traversant l'œil qui est surmonté d'un sourcil blanchâtre strié de sombre. Le dos est brun foncé avec des reflets gris ardoise et des marges gris pâle ou blanchâtres sur les plumes. Le plumage de couverture est brun foncé avec du rouge brunâtre au bout des primaires et des secondaires (extrémités chamois à l'intérieur). La gorge, la poitrine, l'abdomen et les flancs sont blancs zébrés de lignes sombres étroites sur la gorge et le bas de l'abdomen, et plus larges sur la poitrine, le haut de l'abdomen et les flancs. Le dessous de la queue et des ailes est jaune soufré strié de sombre, les plumes s'achevant par du jaune ocre virant au plus pâle sur les secondaires. Il mesure entre 1 et 20 cm.

## Habitat
Cette espèce fréquente les lisières des forêts humides, les clairières, les plantations et les mangroves.

## Alimentation
Le tyran audacieux est principalement insectivore.

## Répartition et sous-espèces
Selon la classification de référence du Congrès ornithologique international (15.1, 2025) il se répartit en sept sous-espèces (ordre phylogénique) :
- M. m. insolens Ridgway, 1887 — littoral atlantique du Mexique au Honduras ;
- M. m. difficilis Zimmer, 1937 — du Costa Rica au Venezuela ;
- M. m. nobilis Sclater, 1859 — littoral nord-est colombien à la serranía de Perijá ;
- M. m. chapmani Zimmer, 1937 — Tumbes-Chocó ;
- M. m. maculatus (Müller, 1776 — nord de l'Amazonie ;
- M. m. tobagensis Zimmer, 1937 — nord du Venezuela, Trinité-et-Tobago et Guyana ;
- M. m. solitarius (Vieillot, 1819 — sud de l'Amazonie, Brésil à l'Uruguay.